# Tomopterna milletihorsini
Tomopterna milletihorsini är en groddjursart som först beskrevs av Angel 1922.  Tomopterna milletihorsini ingår i släktet Tomopterna och familjen Pyxicephalidae. IUCN kategoriserar arten globalt som otillräckligt studerad. Inga underarter finns listade i Catalogue of Life.